# 원국량
원국량(元國良, ?~?)은 조선의 문신이다. 1490년에 사마시에 급제해 전생서직장의에 올랐으며, 1498년에는 벼슬을 내려놓고 고향에서 생을 보냈다.